# 2002年乌兹别克斯坦宪法公投
2002年乌兹别克斯坦宪法公投于2002年1月27日在乌兹别克斯坦举行。选民们需要对两个问题进行表决：其一，是否同意将总统的任期由五年延长至七年；其二，是否同意在乌兹别克斯坦采用两院制。两项提议都得到了通过。此次公投的投票率为92%，投票选民中91%支持延长总统任期。